# Wydział Pedagogiki i Filozofii Uniwersytetu Rzeszowskiego
Wydział Pedagogiki i Filozofii Uniwersytetu Rzeszowskiego – jeden z piętnastu wydziałów Uniwersytetu Rzeszowskiego.

## Kierunki kształcenia
Dostępne kierunki:
- Pedagogika specjalna (studia jednolite magisterskie)
- Pedagogika przeszklona i wczesnoszkolna (studia jednolite magisterskie)
- Pedagogika (studia I i II stopnia)
- Nauki o Rodzinie (studia I stopnia)
- Filozofia (studia I i II stopnia)
- Komunikacja międzykulturowa (studia I i II stopnia)

## Władze Wydziału
Od 1 stycznia 2025:
| Stanowisko                                                     | Imię i nazwisko                  |
| -------------------------------------------------------------- | -------------------------------- |
| Dziekan                                                        | dr hab. Janusz Miąso, prof. UR   |
| p.o. Prodziekana ds. Nauki                                     | dr hab. Beata Guzowska, prof. UR |
| p.o. Prodziekana ds. Studenckich i Kształcenia                 | dr Magda Urbańska                |
| p.o. Prodziekana ds. Organizacyjnych i Współpracy z Otoczeniem | dr inż. Krystian Tuczyński       |

## Struktura organizacyjna

### Instytut Filozofii
Dyrektor: dr hab. Krzysztof Bochenek, prof. UR
- Zakład Historii Filozofii
- Zakład Filozofii Społecznej i Filozofii Kultury
- Zakład Filozofii Współczesnej
- Zakład Etyki

### Instytut Pedagogiki
p. o. Dyrektora: dr hab. Jadwiga Daszykowska-Tobiasz, prof. UR
- Zakład Pedagogiki Specjalnej
- Katedra Badań Szkoły i Mediów
- Zakład Profilaktyki Społecznej i Resocjalizacji
- Zakład Pedagogiki Społecznej
- Zakład Pedagogiki Opiekuńczo-Wychowawczej
- Zakład Historii Myśli Pedagogicznej
- Zakład Nauk o Rodzinie
- Katedra Pedagogiki Przedszkolnej i Wczesnoszkolnej
- Zakład Dydaktyki Ogólnej
- Zakład Psychologii
- Zakład Pedagogiki Opiekuńczej
- Zakład Dydaktyki Ogólnej i Systemów Edukacyjnych
- Zakład Pedagogiki Specjalnej
- Zakład Pedagogiki Pracy i Andragogiki